# Microregione di Salvador
Salvador è una microregione dello Stato di Bahia in Brasile, appartenente alla mesoregione di Metropolitana de Salvador.

## Comuni
Comprende 10 municipi:
- Camaçari
- Candeias
- Dias d'Ávila
- Itaparica
- Lauro de Freitas
- Madre de Deus
- Salvador
- São Francisco do Conde
- Simões Filho
- Vera Cruz